# Apidologie
Apidologie – międzynarodowe, recenzowane czasopismo naukowe publikujące w dziedzinie apidologii.
Pismo wydawane jest przez Springer Science+Business Media, a wcześniej jego wydawcą był EPD Sciences. Stanowi ono oficjalne czasopismo Institut National de la Recherche Agronomique (INRA) oraz Deutscher Imkerbund e.V.. Założone zostało przez Jean Louveaux i Friedrich Ruttnera i ukazuje się od 1958 roku. Tematyką obejmuje różne działy nauk o błonkoszkrzydłych z nadrodziny pszczół, w tym ich zachowanie, ekologię, zapylanie, morfologię, genetykę, systematykę, toksykologię i patologię. Ponadto publikuje też w tematyce pszczelarskiej, a nawet przetwórstwa przemysłowego produktów pszczelich.
W 2014 impact factor pisma wynosił 1,676.